# Alexandru Vakulovski
Alexandru Vakulovski (Antonești, 1978. április 9. –) román blogger, esszéista, irodalomkritikus, költő, publicista, prózaíró és műfordító a Moldovai Köztársaságból. A „fiatal generáció” egyik legígéretesebb és „legvitatottabb” írójának tartják. Kemény, kicsapongó írásaival tűnt ki, valamint azzal, hogy a 2009-ben Romániában kapott tartózkodási tilalom a kultúra nagyszámú személyiségének szolidaritását váltotta ki, akik támogatták ügyét, és arra késztették a hatóságokat, hogy felgyorsítsák a román állampolgárság megadására irányuló eljárásokat. Az az információ, hogy Mircea Cărtărescu ellenezte volna, hogy Alexandru Vakulovski író ösztöndíjat kapjon németországi tanulmányaihoz, szintén vitát váltott ki.
A Tiuk! (k-avem kef) szerkesztője, az egyik első román nyelvű online kulturális kiadvány, amelyet testvérével, Mihail Vakulovskival (író, blogger, esszéista és műfordító), Dan Perjovschi grafikussal és Viorel Ciamával együtt alapított. Ő alapította a KLU KLU-t és vezető orosz nyelvi fordító. Dolgozott a nyomtatott sajtóban és a televízióban. 2010-ben a moldovai Publica TV-csatorna Cool Publika és a Prime moldovai TV-csatorna Salutare națiune, cu Andrei Gheorghe című műsorainak forgatókönyvírója volt.

## Életrajza
Alexandru Vakulovski 1978-ban született a Moldovai Köztársaságban, Alekszej Vakulovski román nyelv- és irodalomtanár fia, aki „nem volt hajlandó szovjet író lenni” (és akit Paul Goma 2009-es naplójában említett). Tiszteletére ma Antoneștiben, a Moldovai Köztársaság Ștefan Vodă kerületében egy utca viseli a nevét, és a Totalitarizmus Tanulmányozásának Nemzeti Intézete úgy döntött, hogy posztumusz kiadja „Az éhínség szájában” című könyvét. Alexandru Vakulovski a Moldovai Állami Egyetemen (Chișinău) kezdte tanulmányait, majd a kolozsvári Babeș–Bolyai Tudományegyetem bölcsészkarán szerzett diplomát. A legtöbb romániai kulturális folyóiratban jelentek meg esszéi, prózai, versei, színházi és irodalomkritikái, számos antológiában szerepel Romániában, a Moldovai Köztársaságban és külföldön, nyolc + 1 kötetnyi irodalmi mű szerzője.

## Az állampolgárság visszaszerzése
Bár a román hatóságok azt állították, hogy nem „kiutasításról” van szó (amihez bírósági határozatra van szükség), Alexander Vakulovski 2009 márciusában kénytelen volt elhagyni Romániát, és 2 és fél évre kitiltották az országból, mert késve újította meg tartózkodási vízumát. Bár az írót maguk a román hatóságok hozták ebbe a helyzetbe, mert az állampolgársága visszaszerzéséhez szükséges papírjait rosszul állították ki, Alexander Vakulovski közel öt éve várta ügyének megoldását, amelyet ugyanazon a napon nyújtott be, mint testvére, Mihail Vakulovski író, aki megkapta az állampolgárságot, miközben őneki újra kellett kezdenie az eljárást, mert egy hivatalnok elírta a nevét. Az író Romániából való kiutasításának híre széles körben megjelent a médiában, és több száz kultúrembert mozgósított, akik petíciót fogalmaztak meg és nyújtottak be az elnökséghez és az igazságügyi minisztériumhoz. Az elnöki adminisztráció kedvező véleményt fogalmazott meg, felidézve „a román kultúrával rendelkező romániai emberek lenyűgöző számát, akik elismerésük és ragaszkodásuk jeléül a román állampolgárság visszaszerzésére irányuló kérelem sürgős megoldását kérik”. Ugyanakkor az áprilisi kisinyovi antikommunista tüntetések hátterében Traian Băsescu a román parlamentben törvénymódosításra szólított fel a besszarábiaiak román állampolgárságának visszaszerzésére irányuló eljárások felgyorsítása érdekében, és a kormány elfogadta a román állampolgársági törvényt módosító és kiegészítő 36/2009-es számú határozatot. A kormány a román állampolgárságról szóló törvényt módosította és kiegészítette. Alexander Vakulovski író helyzete sem tisztázódott: bár az Igazságügyi Minisztérium május 18-án bejelentette, hogy kérelmét kedvezően bírálják el, a dokumentumot az igazságügyi miniszter csak 2010 januárjában írta alá, mivel az új törvény előírta, hogy az állampolgárság visszaszerzésére irányuló kérelmeket öt hónapon belül kell elbírálni. Amikor pedig februárban az író hivatalos meghívást kapott, hogy Bukarestbe jöjjön, hogy letegye az állampolgársági esküt, a kisinyovi konzuli hatóságok megtagadták tőle a beutazási vízumot. További sajtóreakciók és tiltakozó akciók után az írót meghívták, hogy tegye le az esküt a Moldovai Köztársaság román nagykövetségén: 2010. február 25-én, pontosan 11 hónappal kiutasítása és 6 évnyi bürokratikus formaságok után Alexandru Vakulovski hivatalosan is román állampolgár lett.

## Művei
- Pizdeț (regény), 2002.[5], roman (pe site-ul Poezie.ro [6]
- Oedip regele mamei lui Freud, Editura Aula, Brașov, 2002;
- Ruperea, Ridicat De La Insuși, Bucuresti, 2002;
- Letopizdeț. Cactuși albi pentru iubita mea, IDEA Design&Print, Cluj, 2004 [7]
- ecstasy (versek), Editura Pontica, Bucuresti, 2005;
- TU, împreună cu Mihail Vakulovski, Biblioteca de poezie, București, 2002;
- Bong (regény, Editura Polirom, Iasi, 2007).
- 157 de trepte spre iad sau Salvați-mă la Roșia Montană, (regény), Editura Cartier, 2010;
- Dați foc la cărți [8], Editura Tractus Arte, 2012;
- Afganii, Tracus Arte, Bucuresti, 2016;
- A Cui E Casa Asta, lirica, Charmides, 2020.

### Magyarul megjelent
- Hányinger utca (Pizdeţ) – Sétatér Kulturális Egyesület, Kolozsvár, 2017 · ISBN 9789635433308 · Fordította: Lövétei Lázár László

## Kritika, recenzió
- Marius Chivu critică romanul Letopizdeț în România literară [2].
- Dumitru Crudu: "Prin grila furiei poate fi justificat limbajul lui Alexandru Vakulovski. Duritatea lui este o expresie a furiei față de structurile sofisticate și osificate ale societății".
- Ovidiu Pecican: "Alexandru Vakulovski crestează adânc și presară sare peste tot, cu grija să nu scape ceva netratat. S-ar părea că poetul-prozator a învățat oroarea pe de rost, în ipostazele ei complementare".
- Gheorghe Perian, Literatura în schimbare, Editura Limes, Cluj-Napoca, 2010, p. 171-178.

## Fordítás
- Ez a szócikk részben vagy egészben  az   Alexandru Vakulovski című román Wikipédia-szócikk fordításán alapul.  Az eredeti cikk szerkesztőit annak laptörténete sorolja fel. Ez a jelzés csupán a megfogalmazás eredetét és a szerzői jogokat jelzi, nem szolgál a cikkben szereplő információk forrásmegjelöléseként.